# 梅花寨新石器时代遗址
梅花寨新石器时代遗址，位于中国广东省韶关市曲江区大塘镇梅花寨村，为韶关市曲江区文物保护单位，类型为古遗址，公布时间为1993年6月21日。
梅花寨新石器时代遗址的历史年代为新石器时代。